# Menonvillea cuneata
Menonvillea cuneata är en korsblommig växtart som först beskrevs av John Gillies och William Jackson Hooker, och fick sitt nu gällande namn av Reed Clark Rollins. Menonvillea cuneata ingår i släktet Menonvillea och familjen korsblommiga växter. Inga underarter finns listade i Catalogue of Life.